# Helga Arendt
Helga Arendt, född 24 april 1964 i Köln, Nordrhein-Westfalen, död 11 mars 2013 i Pulheim, var en tysk friidrottare som tävlade i kortdistanslöpning.
Arendt deltog vid VM 1987 i Rom där hon blev utslagen i semifinalen på 400 meter. Vid inomhus-EM 1988 slutade hon tvåa bakom DDRs Petra Müller. Hennes främsta merit blev guldmedaljen vid inomhus-VM i Budapest 1989.

## Personliga rekord
- 400 meter - 50,36 från 1988